# Keystone LB-6
Los Keystone LB-6 y LB-7 fueron bombarderos ligeros estadounidenses de los años 20 del siglo XX, construidos por la compañía Keystone Aircraft para el Cuerpo Aéreo del Ejército de los Estados Unidos. Fueron llamados Panther por la compañía, pero la adopción del nombre fue rechazada por el Ejército.

## Diseño y desarrollo
El LB-6 entró en competición con el Curtiss XB-2 para entrar en producción a principios de 1928, y aunque el avión de Curtiss era claramente el mejor de los dos, la conservadora dirección del Cuerpo Aéreo del Ejército eligió al LB-6 equipado con motores Wright y al LB-7, equipado con Pratt & Whitney, ordenando 35 aviones.
El LB-6/LB-7 fue el primer modelo de servicio de bombardero biplano operacional de colas gemelas de 5897 kg de peso, de una serie producida por Keystone. 35 sirvieron operativamente entre 1929 y 1934. Se construyeron una serie de variantes con propósitos de pruebas y evaluación, pero nunca entraron en producción o servicio. La variante LB-10 se convirtió en la base de la serie B-3 a B-6 de bombarderos similares, que fueron los últimos bombarderos biplanos ordenados por el Cuerpo Aéreo.
El prototipo del XLB-6 fue creado reequipando al último Keystone LB-5 de cola triple (núm. de serie 27-344) con una unidad de cola de LB-5A; cuerda más larga (75 pies); alas cilíndricas y sensiblemente aflechadas; y motores radiales Wright Cyclone R-1750-1 de 391 kW (525 hp) suspendidos en soportes entre las alas, en vez de montados en el ala inferior. Esto produjo un bombardero con el doble de régimen de ascenso que el LB-5 y una velocidad de crucero ligeramente mayor. Los LB-6 de producción presentaban un fuselaje cinco pies más largo.
El LB-7 usaba el mismo fuselaje de ancho extendido que el LB-6, equipado con motores Pratt & Whitney Hornet.
Las restantes variantes fueron ordenadas antes de los cambios de designación de 1930 por parte del Cuerpo Aéreo del Ejército de los Estados Unidos, de "LB-" (Light Bomber (bombardero ligero)) a "B-", pero fueron entregadas tras el cambio. Aunque entregados como bombarderos, sirvieron como aviones de carga y observación. La variante LB-10 se convirtió en la base de los bombarderos B-3 a B-6, usando todos ellos el diseño original del LB-6, y sirvieron como la fuerza de bombardeo principal del Cuerpo Aéreo del Ejército antes de la llegada del bombardero monoplano.

## Historia operacional
De acuerdo con un artículo en el Baltimore Sun, el prototipo del XLB-12 fue usado en una prueba de repostaje y bombardeo en abril de 1929. Gran Bombardero puede ser Repostado en Vuelo: "El enorme bombardero bimotor del ejército, que despegará desde Dayton, Ohio, volará hasta Nueva York y será repostado en vuelo, tras lo cual lanzará bombas de prácticas en la ciudad y realizará un vuelo de vuelta al aeródromo militar de Dayton. El vuelo será una demostración práctica del Cuerpo Aéreo del Ejército del valor de aviones nodriza en el aire en expediciones de bombardeo a larga distancia". El avión se estrelló en agosto del mismo año.
Ocho LB-6 y todos los LB-7 operativos fueron entregados a los 20th y 96th Bomb Squadron del 2nd Bomb Group en Langley Field, Virginia, y al 11th Bomb Squadron del 7th Bomb Group en Rockwell Field, California, entre enero y septiembre de 1929. Los restantes nueve LB-6 fueron enviados a los 23rd y 72nd Bomb Squadron, agregados al 5th Composite Group en Luke Field, Hawái, entre julio y septiembre de 1929. En mayo de 1930, tres LB-6 fueron remotorizados para convertirse en LB-7 y ser transferidos al 25th Bomb Squadron del 6th Composite Group basado en France Field en la Zona del Canal de Panamá, donde fueron dados de baja en 1931.
A principios de marzo de 1931, los bombarderos supervivientes en los Estados Unidos continentales fueron retirados del servicio de primera línea, siendo redesignados ZLB-6 y ZLB-7, y, alrededor de abril de 1935, enviados al 40th School Squadron en Kelly Field, Texas, donde todos fueron desguazados o usados para instrucción. Los LB-6 hawaianos sirvieron hasta 1934, donde también fueron usados in situ para instrucción.

## Variantes

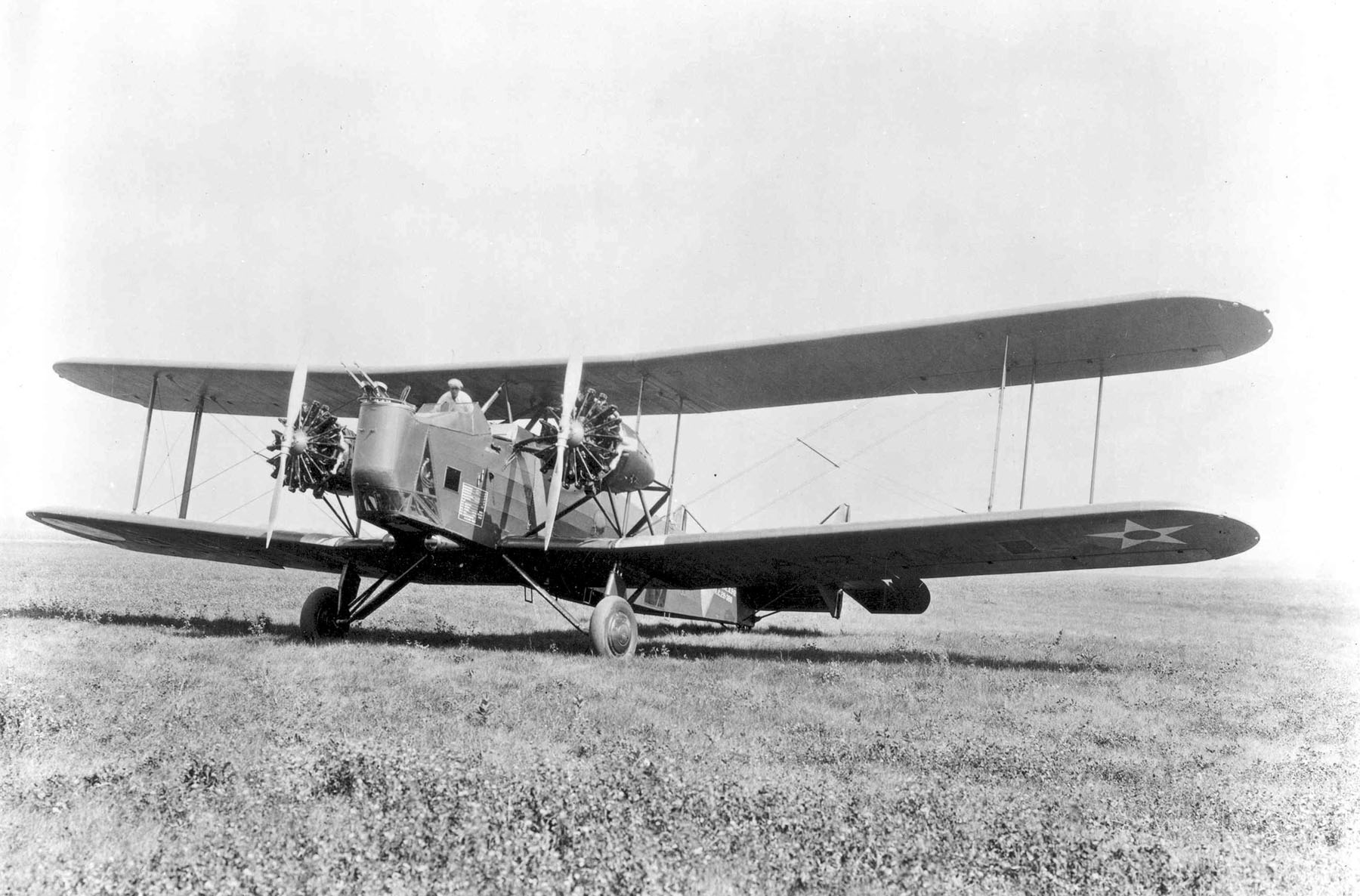
Prototipo del XLB-12.

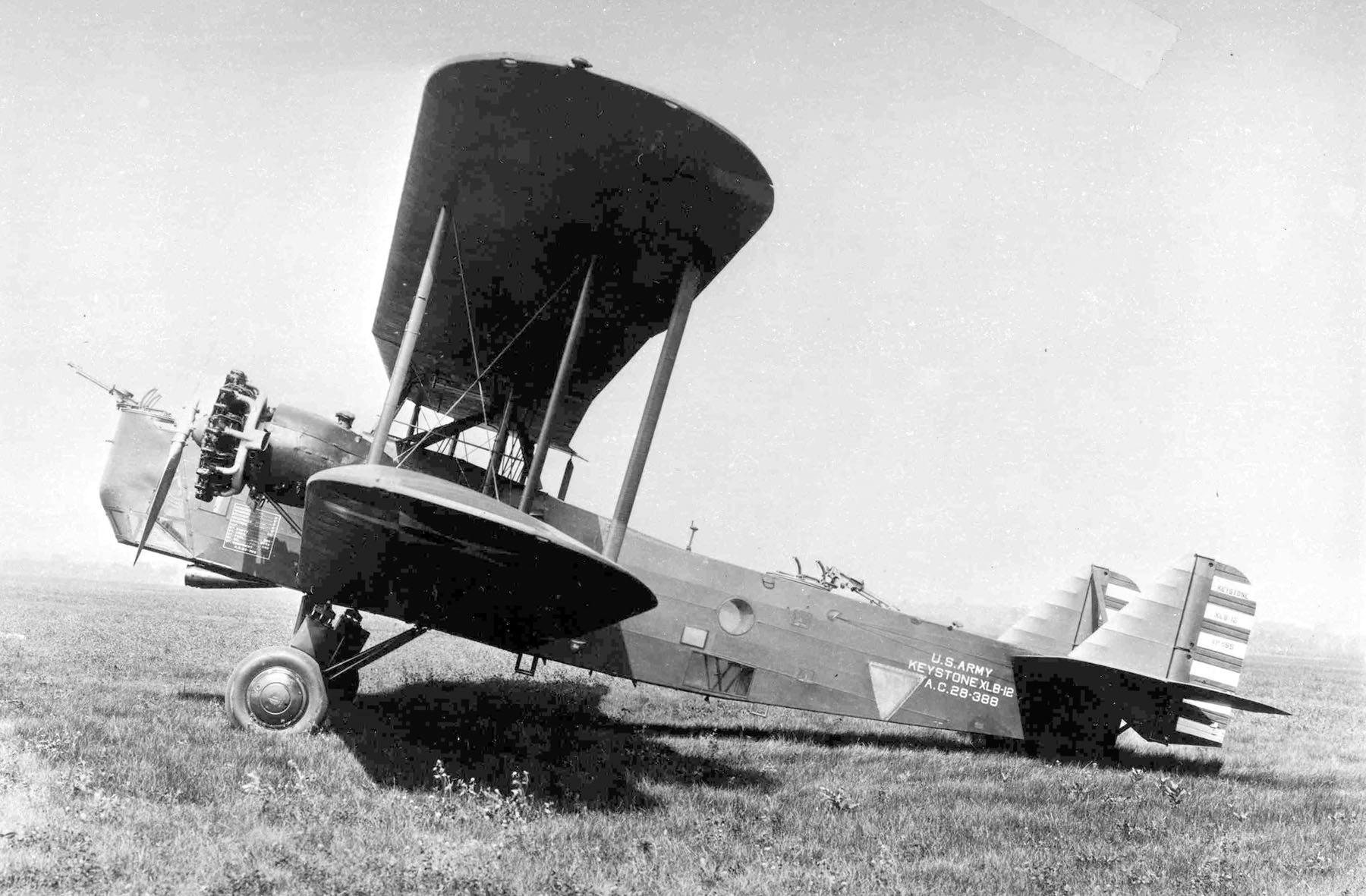
Vista por babor del XLB-12.

XLB-6
Un LB-5 modificado para evaluación.
LB-6
Versión de producción con motores radiales Wright R-1750-1 Cyclone de 391 kW (525 hp), 17 construidos en 1929.
LB-7
LB-6 con motores Pratt & Whitney R-1690 Hornet A de 391 kW (525 hp), 18 construidos en 1929 y tres LB-6 remotorizados como LB-7 en 1930.
LB-8
Un LB-7 remotorizado con motores Pratt & Whitney R-1860 Hornet B de 410 kW (550 hp) para evaluación.
LB-9
Un LB-7 remotorizado con motores con caja reductora Wright GR-1750B de 429 kW (575 hp) para evaluación.
XLB-10
Un LB-6 remotorizado con motores R-1690-3 Hornet A de 391 kW (525 hp).
LB-10
Versión de producción del XLB-10, 63 construidos, todos redesignados B-3A antes de la entrega. 36 construidos como B-3A con motores Pratt & Whitney; los restantes 27 se convirtieron en B-5 con motores Wright.
LB-11
Un LB-6 remotorizado con R-1750-3 de 391 kW (525 hp) para evaluación.
LB-11A
LB-11 remotorizado con GR-1750 de 391 kW (525 hp) para evaluación.
LB-12
Similar al LB-7, con motores R-1860-1 Hornet B de 429 kW (575 hp) para evaluación.
LB-13
Versión propuesta con motores GR-1690 Hornet A de 391 kW (525 hp); siete ordenados, pero fueron remotorizados y redesignados antes de entrar en producción. Cinco entregados como Y1B-4, dos como Y1B-6.
LB-14
Versión propuesta con motores GR-1860 Hornet B de 429 kW (575 hp); tres ordenados, pero remotorizados y redesignados antes de entrar en producción. Entregados como Y1B-5.
ZLB-6
Designación de 1931 de dos LB-6 y el LB-11 (en 1933) como aviones de entrenamiento en tierra.
ZLB-7
Designación de 1931 de diez LB-7 como aviones de entrenamiento en tierra.

## Operadores
Estados Unidos
- Cuerpo Aéreo del Ejército de los Estados Unidos

## Especificaciones (LB-6)
Referencia datos: Keystone LB-6, National Museum of the USAF fact page

### Características generales
- Tripulación: Cinco
- Longitud: 15 m (49,2 ft)
- Envergadura: 23 m (75,5 ft)
- Altura: 5,5 m (18 ft)
- Superficie alar: 106,4 m² (1145,1 ft²)
- Peso vacío: 3186 kg (7021,9 lb)
- Peso cargado: 6100 kg (13 444,4 lb)
- Planta motriz: 2× motor radial de 9 cilindros refrigerado por aire Wright Cyclone R-1750-1.
  - Potencia: 391 kW (539 HP; 532 CV) cada uno.

### Rendimiento
- Velocidad máxima operativa (Vno): 183 km/h (114 MPH; 99 kt)
- Velocidad crucero (Vc): 153 km/h (95 MPH; 83 kt)
- Alcance: 1017 km (549 nmi; 632 mi)
- Techo de vuelo: 3550 m (11 647 ft)

### Armamento
- Ametralladoras: 

  - 2 Lewis flexibles de 7,7 mm en posición abierta en el morro
  - 2 Lewis flexibles de 7,7 mm en posición abierta dorsal
  - 1 Lewis flexible de 7,7 mm en escotilla ventral
- Bombas: 

  - 910 kg

### Desarrollos relacionados
- Keystone B-3
- Keystone B-4
- Keystone B-5
- Keystone B-6

### Secuencias de designación
- Secuencia LB-_ (Bombarderos Ligeros del USAAS/USAAC, 1924-1926): ← LB-3 - LB-4 - LB-5 - LB-6 - LB-7 - LB-8 - LB-9 - LB-10 - LB-11 - LB-12 - LB-13 - LB-14